# 三村申吾
三村 申吾（みむら しんご、1956年4月16日 - ）は、日本の政治家。
青森県知事（公選第17・18・19・20・21代）。衆議院議員（1期）、青森県上北郡百石町長（1期）を務めた。
父・三村輝文は元青森県議会議員で、2003年から2011年まで親子で県知事・県議会議員を務めていた。東京大学文学部の同期である妻・三村三千代は八戸学院大学短期大学部客員教授で、専門は国文学、特に古典文学。

## 来歴
青森県上北郡百石町（現おいらせ町）生まれ。青森県立八戸高等学校、東京大学文学部国文学科卒業。東大の同期には、立憲民主党所属の参議院議員杉尾秀哉がいた。大学卒業後、新潮社に入社。文芸編集畑を歩み、畑山博、綱淵謙錠、山口瞳、中沢けいらを担当した。1987年に帰郷し、1990年に生家が経営する株式会社三村興業社の代表取締役に就任。

### 政界進出
1992年、故郷の百石町長選挙に、当時百石町を含む旧青森1区選出の衆議院議員だった田名部匡省の支援を受けて出馬し、初当選。1996年には百石町長を辞職し、田名部の後押しを受けて第41回衆議院議員総選挙に新進党公認で青森2区から出馬したが、自由民主党公認の江渡聡徳に765票の僅差で敗れ、落選。その後新進党の解党に伴い、田名部が所属した無所属の会に入党。2000年の第42回衆議院議員総選挙には無所属の会公認で青森2区から出馬し、前回敗れた自民党の江渡を破り、当選した。2001年の内閣総理大臣指名選挙では自由民主党総裁（当時）の小泉純一郎に投票し、野党議員ながら自民党寄りの姿勢を鮮明にした。なお、三村が所属した無所属の会は当時衆議院で院内会派「民主党・無所属クラブ」を結成していたが、無所属の会の三村・中田宏が首班指名で民主党代表（当時）の鳩山由紀夫に投票しなかったため、民主党幹事長（当時）の菅直人が激怒し、三村・中田両名は会派「民主党・無所属クラブ」を除名された（無所属の会には残留）。

### 青森県知事
2003年6月、衆議院議員を辞職。木村守男の辞職に伴う青森県知事選挙に自民・公明・保守新3党の推薦で出馬し、弘前学院大学大学院教授の横山北斗（後に衆議院議員）らを破り、当選した。2007年の青森県知事選挙で再選されたが、県知事選に対する青森県民の関心は低下しており、投票率は過去最低の38.45%を記録した。2011年の知事選挙では、当時の国政与党であった民主党・国民新党が推薦した元青森県議会議員の山内崇が三村県政に対し原子力発電や防災に関する明確な対立軸を示せず、自民・公明両党の推薦を受けた三村が大差をつけて3選を果たしたが、投票率は史上2番目に低い41.52％に終わった。2015年の青森県知事選挙では、社会民主党・日本共産党の社共共闘による推薦候補を大差で破り、県政史上3人目の4選を果たした。2019年の知事選では、歯科医師（後に衆院議員）の佐原若子を破り、青森県政史上初となる5選。
2023年1月21日、記者会見で同年6月の知事選には立候補せず任期限りで退任することを表明した。
知事選では、前青森市長の小野寺晃彦を支持したが、前むつ市長の宮下宗一郎に敗れ落選した。

## 人物
- 元横浜市長の中田宏は、三村が衆議院議員であった当時、同じ無所属の会に所属した仲であり、互いの選挙で応援を受けるなど、親交がある。週刊アサ秘ジャーナルでは中田の推薦により取材を受けた。中田曰く「おっぱい大好きの三村さん」で、放送時には司会の浅草キッドを相手に、陽気に秘書の紹介等を行った。なお、三村が町長を務めた百石町（現おいらせ町）にはおっぱいいちごなる特産品の苺が存在する。このほか、フットワークの軽さや「攻めの農林水産業」の推進で知られる[14]。
- 公明党議員も参加して結成された新進党にかつて所属していた縁で、青森県知事就任後も公明党に独自のパイプを有する[15]。
- 東北楽天ゴールデンイーグルス名誉ファンクラブ会員だが、阪神ファンを公言している。
- 競馬ファンであり、かつては社台レースホースでバーニングダイナなど、競走馬を所有していた。
- コンピュータボードゲーム『桃太郎電鉄』のファンであり、2006年の五所川原立佞武多に「桃太郎電鉄 立佞武多」運行される際に立佞武多の制作を全面協力した[16]。知事室に同ゲームのキャラクターをモチーフにした像「貧乏が去る（猿）像」を設置したり、同ゲームを手掛けるキャラクターデザイナー土居孝幸の画集「土居孝幸アートワークス DOIN'S」を贈呈されたりなど[17]、制作者であるさくまあきらや土居孝幸と親交がある。
- 2023年11月28日に自宅が全焼する火災が発生したが、家族は三村を含み全員無事だった[18]。